# Wincenty Petrowicz
Wincenty Petrowicz (ur. 9 kwietnia 1814 w Brzeżanach, zm. 24 maja 1892 we Włoszech) – lekarz, ziemianin, polityk i poseł do austriackiej Rady Państwa.

## Życiorys
Studiował medycynę na uniwersytetach w Pradze i Wiedniu, na tym ostatnim w 1839 uzyskał stopień doktora nauk medycznych. Od 1840 prowadził praktykę lekarską w Grybowie i Lwowie. Publikował teksty dotyczące chorób i ich leczenia, był m.in. autorem  Rozprawy o cholerze (Lwów 1948).
Ziemianin, właściciel dóbr i dworka w Przybówce, w pow. strzyżowskim. Współzałożyciel i członek c.k. Towarzystwa gospodarczo-rolniczego w Krakowie (1845–1881). Rzeczoznawca ds. dóbr tabularnych w powiecie Frysztak Sądu Obwodowego w Tarnowie (1862–1889). Członek Komisji ds. szacowania katastru w Tarnowie (1869). Dzięki jego staraniom w 1880 otwarto szkołę ludową w Przybówce.
Członek Rady Powiatowej w Jaśle w latach 1869–1871 z kurii gmin wiejskich, w latach 1880–1883 z kurii większej własności ziemskiej. Prezes Wydziału Powiatowego w Jaśle (1870). Poseł do austriackiej Rady Państwa V kadencji (4 listopada 1873 – 22 maja 1879), wybrany w kurii I – większej własności ziemskiej, z okręgu wyborczego nr 5 (Nowy Sącz-Jasło–Grybów-Limanowa–Nowy Targ-Gorlice). Członek Koła Polskiego w Wiedniu, należał do grupy posłów demokratycznych.
Honorowy obywatel miasta Jasła (1869). W 1891 chory sprzedał dobra w Przybówce i przeprowadził się do Jasła, a następnie wyjechał na kurację do Włoch, gdzie zmarł.

## Rodzina i życie prywatne
Syn nauczyciela gimnazjalnego Bazylego. Ożenił się w 1852 z Marią hrabiną Łoś (zm. 1870), która w posagu wniosła mu dobra w Przybówce. Miał z nią dwie córki: Julię i Wincentę.